# Shakara Ledard
Shakara Ledard, née le 21 février 1979, est un mannequin et une actrice bahaméenne.

## Biographie
Le père de Shakara Ledard, Dennis Ledard, a des origines de Normandie, et sa mère, Maddie, est une Bahaméenne d'ascendance ouest-africaine. Elle a deux frères, Lorenzo et Yannick, et un demi-frère, Philippe. Elle a obtenu un diplôme « Associate degree » (bac +2).
Shakara Ledard a posé pour les magazines Sports Illustrated Swimsuit Issue et pour Maxim. Elle a ensuite fait de la figuration dans des clips vidéos de Justin Timberlake, Usher et Babyface. Elle est également apparue dans les films Coup d'éclat, La Sentinelle, Prey for Rock & Roll et Full Clip.
Shakara Ledard réside à New York. Elle a été mariée au mannequin Ralph Jacob, mais le mariage s'est terminé par un divorce. Par ailleurs, elle soutient la campagne d'alphabétisation Hip-Hop Literacy de Deejay Ra.

## Filmographie
- 2001 : Cubamor (Oshun)
- 2003 : Prey for Rock & Roll (Jessica)
- 2004 : Fashion maman (Tinka)
- 2004 : Coup d'éclat (masseuse)
- 2004 : La Sentinelle (Kaye)
- 2006 : Full Clip (Simone)
- 2006 : Behind the Smile (Stacy)